# Ebro F100
 (avril 2023).
Si vous disposez d'ouvrages ou d'articles de référence ou si vous connaissez des sites web de qualité traitant du thème abordé ici, merci de compléter l'article en donnant les références utiles à sa vérifiabilité et en les liant à la section « Notes et références ».
La fourgon Ebro F100 était un véhicule utilitaire produit par le constructeur espagnol Ebro, filiale de Motor Ibérica, sous licence de l'italien Alfa Romeo.

## Histoire
Le citoyen français lambda ne sait pas qu'Alfa Romeo n'est pas seulement un constructeur de voitures sportives à la réputation mondiale mais a également été un constructeur de véhicules utilitaires, camions, autobus et trolleybus.
Les rapports entre Alfa Romeo et l'Espagne sont connus en terre ibérique pour les nombreux véhicules utilitaires fabriqués sous licence que furent les 3 séries du Fadisa Romeo fabriquées de 1959 à 1967 et les Ebro F100 et F108, fabriqués de 1967 à 1976.
Après le rachat de la société Fadisa par le groupe Motor Ibérica en 1967, la nouvelle direction décide de remplacer l'ancien modèle Fadisa Romeo récemment modernisé par le nouveau Alfa Romeo A12/F12 qui vient d'être commercialisé en Italie. Le nouveau modèle sera commercialisé sous le nom Ebro F100.
Équipé dès son lancement des mêmes moteurs que l'original italien, moteur Alfa Romeo essence dérivé de celui utilisé sur l'Alfa Romeo Giulia, dont la puissance a été bridée à 52 ch DIN pour rester compatible avec les besoins d'un véhicule utilitaire et un moteur diesel Perkins de 1 760 cm3 développant 50 ch fabriqué en Espagne.
La boîte de vitesses comporte 4 rapports avant et les freins sont à disque à l'avant et à tambours à l'arrière. Le véhicule est à traction avant comme son prédécesseur.
Les véhicules sont produits sous licence dans l'usine ex Fadisa de Avila.

## Seconde série Ebro F108

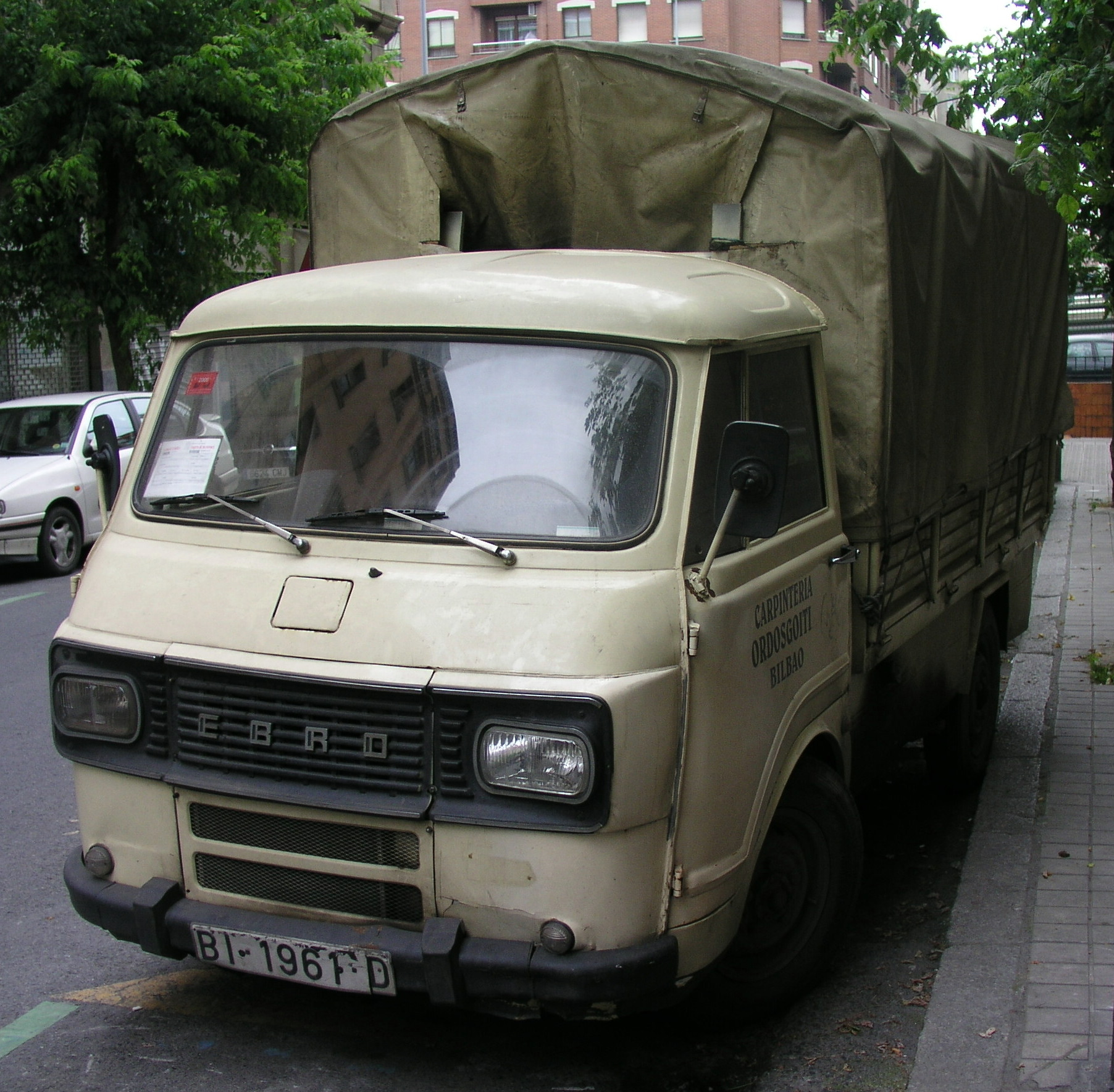
Ebro F108 pick-up baché

En 1971, le véhicule bénéficie d'un léger restylage de la face avant avec la suppression de l'écusson Alfa Romeo et est renommé Ebro F108 et restera inchangé jusqu'en 1976.

## L'évolution Ebro F260
Tout en conservant la fabrication du F108, le constructeur Ebro cherche à développer sa gamme sans pour cela faire de nouveau appel à une licence étrangère. Il développe ainsi sur la base du F108 le modèle F260 qui sera présenté en 1976.
Ebro a poursuivi le développement du fourgon avec les versions F275 et F350, que l'on a baptisé "Série F". En 1987, le groupe Motor Ibérica est racheté par Nissan Motor Co ; la marque Ebro disparait et les fourgons Ebro sont rebadgés Nissan. Leur fabrication s'est poursuivie dans l'usine d'Avila jusqu'en 2002. 
En regardant, même de loin, le fourgon Alfa Romeo F12 et le Nissan Trade, il est impossible de ne pas apercevoir les traits communs de ces deux véhicules, la ligne générale et même les roues typiques Alfa Romeo ont été conservées.